# Détournement d'attention
 (novembre 2014).
Si vous disposez d'ouvrages ou d'articles de référence ou si vous connaissez des sites web de qualité traitant du thème abordé ici, merci de compléter l'article en donnant les références utiles à sa vérifiabilité et en les liant à la section « Notes et références ».

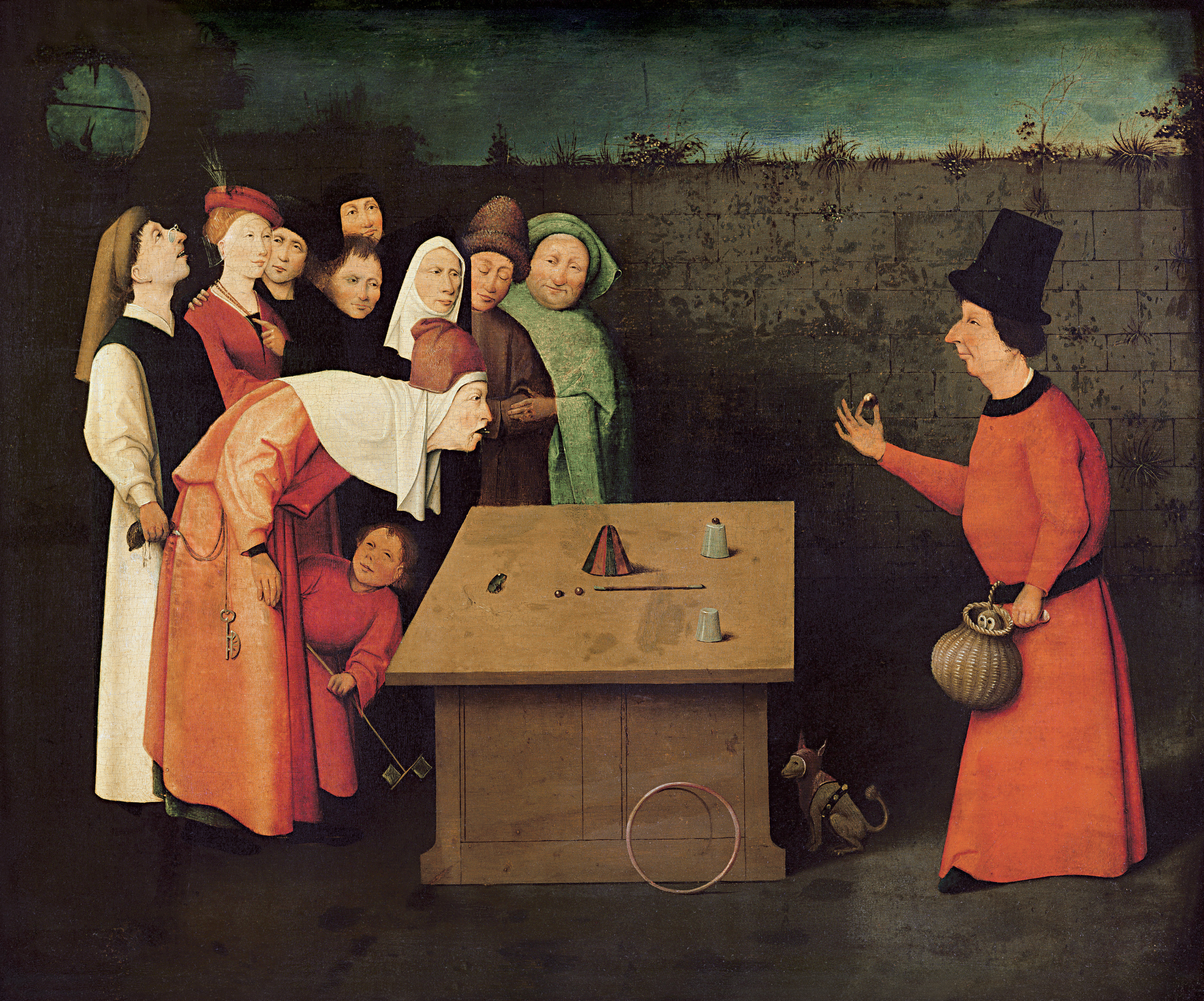
L'Escamoteur de Jérôme Bosch donne à voir un attrape-nigaud : le joueur penché vers la table, comme fasciné par le tour de magie, ne fait pas attention au personnage de gauche qui lui vole sa bourse

En prestidigitation, le détournement d'attention est une technique qui consiste à diriger l'attention du spectateur vers une action pour en dissimuler une autre.
Par exemple, le magicien caressera une boule pour opérer un change, égalisera un jeu de cartes pour effectuer un empalmage ou redressera le col de son veston pour saisir un accessoire (avant une apparition, par exemple).
En résumé, il s'appuie sur les processus cognitifs du spectateur qui associe paresseusement certains effets à certaines causes et détourne ces processus à son avantage.